# 이성희 (1962년)
이성희은 대한민국의 고용노동부 차관에 재직하였다.

## 출신 학교
- 청주고등학교 졸업
- 서울대학교 공과대학 금속공학 학사
- 고려대학교 노동대학원 경영학 석사
- 고려대학교 대학원 경영학 박사

## 경력
- 2025.05 ~2025.06: 제21대 대통령 선거 국민의힘 김문수 대통령 후보 정책총괄본부 중산층성장본부 부본부장
- 2023.07.03~2024.06.24 제10대 고용노동부 차관
- 2015.01~2017.03 대통령비서실 고용노동비서관
- 2013.04~2015.01 대통령비서실 고용노동비서관실 선임행정관
- 2010.01~2013.04 서울지방노동위원회 공익위원
- 2009.06~2023.07 한국노동연구원 노사관계본부장·선임연구위원 등
- 2007.05~2009.05 중앙노동위원회 조정심판국장
- 2004.09~2007.05 인천지방노동위원회 위원장
- 2004.05~2004.09 건설교통부 장관정책보좌관(3급상당)
- 2003.08~2004.05 대통령비서실 노동개혁팀 전문위원
- 2003.03~2004.05 한국노동연구원 초빙연구위원
- 2002.08~2004.10 서울지방노동위원회 공익위원
- 1998.07~2002.04 매일노동뉴스 편집국장
- 1997.05~2000.11 서울지방노동위원회 공익위원
- 1996.05~1998.01 노사관계개혁위원회 전문위원
- 1994.06~1998.04 월간 사회평론 노동담당기자
- 1992.07~1994.06 월간 길을 찾는 사람들 노동담당기자